# Prieuré Notre-Dame d'Åsebakken
Pour les articles homonymes, voir Prieuré Notre-Dame.
Le prieuré Notre-Dame est un prieuré de religieuses bénédictines situé au Danemark à Birkerød, à une vingtaine de kilomètres au nord de Copenhague.

## Histoire
La religion catholique est à nouveau permise en 1849 dans le royaume du Danemark, avec encore certaines restrictions (levées dans les années 1950) pour les droits des catholiques. Le vicaire apostolique à Copenhague, Mgr Johannes von Euch, invite des congrégations à fonder au Danemark. C'est ainsi que des bénédictines de l'Adoration perpétuelle du Très Saint Sacrement, venues d'Innsbruck, s'installent en 1903, grâce à l'appui financier de la baronne Maria von Wacken Hartig, mais la construction du prieuré ne commence qu'en 1912. Le prieuré est fondé deux ans plus tard, près de Copenhague, avec une communauté de six religieuses dirigées par la prieure Maria-Birgitta von Wacken Hartig.
Les premières postulantes danoises arrivent après la guerre et la communauté dépasse la vingtaine dans les années 1920. Les religieuses suivent à partir de 1935 les exercices spirituels des moines de l'abbaye de Beuron, en particulier du P. Czernin, et adoptent peu à peu les constitutions beuronnaises, mais il faudra attendre 1988 pour que le prieuré se rattache formellement à la congrégation de Beuron. Le prieuré déménage en 1942 dans une propriété avec un domaine agricole dans le village d'Åsebakken (commune de Birkerød), où il se trouve toujours.
Les religieuses ont ravivé dans leur village en 1949 un pèlerinage réputé avant la Réforme protestante. Il a lieu le dernier dimanche de mai et attire près de 2 000 pèlerins.
L'église du prieuré abrite une madone de bois sculpté de l'école de Lübeck du XVe siècle.
Les religieuses, dirigées par Mère Anna-Maria Kjellegaard, sont au nombre de huit et reçoivent pour des retraites spirituelles.